# André Blay
Pour les articles homonymes, voir Blay (homonymie).
André Blay est un photographe français né en 1914 et mort en 1978, actif dans l'île de La Réunion. 

## Biographie
Il a laissé un important fonds de clichés pris à La Réunion des années 1930 à 1963, d'une grande diversité des sujets, dont des portraits du père Clément Raimbault et d'un vagabond et musicien Caf' Francisco. 
L'ensemble du fonds photographique, représentant 4 500 clichés pris entre 1932 et 1961, est déposé aux Archives départementales de La Réunion, et destiné à être valorisé dans le cadre de l'Iconothèque historique de l'océan Indien.

## Expositions
- 16 décembre 2000 - 26 mars 2001 : André Blay, 1914-1978 : l'oeuvre d'un photographe, Musée de Villèle, Saint-Gilles les Hauts, La Réunion.